# Tarser pigmeu
El tarser pigmeu (Tarsius pumilus) és una espècie de tarser que viu al sud de Sulawesi (Indonèsia). L'espècie és coneguda a partir de només tres exemplars moderns, cosa que fa que els coneixements que se'n té siguin bastant escassos. Fou descobert a voltants del 1920, però durant els següents vuitanta anys ningú no en trobà cap exemplar i es pensà que l'espècie s'havia extingit. Tanmateix, l'any 2000 uns investigadors indonesis en mataren un accidentalment quan intentaven capturar rates. El 2008 se'n capturaren quatre individus (un dels quals s'escapà), als quals es posaren transmissors de ràdio.